# Елдин Вражалица
Елдин Варажалица (Прибој, 1990) српски је рукометаш.

## Образовање
Рођен је 7. августа 1990. године у Прибоју. Oсновно образовање завршио је у ОШ „Бранко Радичевић” у Прибоју, а средње образовање у Машинској-електотехничој школи, такође у Прибоју, и добио звање компјутерски електотехничар. Тренутно студира на Универзитету „Константин Велики”, у Београду, смер: менаџер за безбедност.

## Спортска каријера
Своју спортску каријеру Елдин Вражалица је започео са 12 година. Прво је тренирао фудбал и кошарку, али се касније почео бавити рукометом. Клуб у којем је направио своје прве рукометашке кораке био је клуб РК Прибој из Прибоја. Професионалну рукометну каријеру започиње са 18 година, у сезони 2008 – 2009. у клубу РК Прибој.

### Важнији клубски наступи
У Европи наступао је:
- са РК Филипос (Грчка), 2016 – 2017. наступио је у два квалификациона меча против клуба РК Будванска ривиера, Будва, Црна Гора у EHF купу.[1] На првом мечу екипа РК Филипос је победила резултатом 30:24, а на другом мечу резултатом 26:28.
- са РК Филипос, 2016 – 2017. наступио је на два квалификациона меча против клуба РК Забрзе, Пољска у EHF купу.[1] На првом мечу екипа РК Филипос изгубила је са резултатом 30:17, а на другом мечу резултатом 15:20.
- са РК Филипос, две сезоне је играо у полуфиналу у купу Грчке у рукомету.[1]
- са РК Охрид 2013, у македонском рукометном првенству, играо је у полуфиналу у македонском рукометном купу.[2]
- са РК Охрид 2013, 14. маја 2016. играо је против екипе РК Вардар из Скопља у полуфиналу Купа Македоније у ракомету. На истом купу, град Охрид је био домаћин. Остали пар полуфиналиста били су екипе РК Металург из Скопља и РК Вардар Јуниор из Скопља.[3]

### Статистички подаци
- Са 45 погодака у сезони 2015/2016. у свом клубу РК Охрид 2013, Елдин је био други на листи стрелаца.[4]
- 8. фебруара 2017. године, од стране рукометних тренера у Премиер Лиги Грчке у ракомету, Елдин је био одабран у најбољих седам у четрнајестом колу лиге у сезони 2016/2017.
- Од стране рукометних тренера Премиер Лиге Грчке у рукомету, по њиховој рационалној процени, 17. фебруара 2017. године, Елдин је био одабран у тим седморица најбољих у петнаестом колу лиге у сезони 2016/2017.
- У РК Филипос био је на позицији пивота као најбољи на тој позицији у топ – тиму лиге.